# Jules Barbier (architect)
Jules Barbier (1865 – 1910) was een Belgische architect, inwoner van Schaarbeek, wiens naam verbonden was aan het ontwerp van een schilderachtig dorpje Brussel-Kermis, op de Wereldtentoonstelling van 1910 te Brussel.

## Biografie

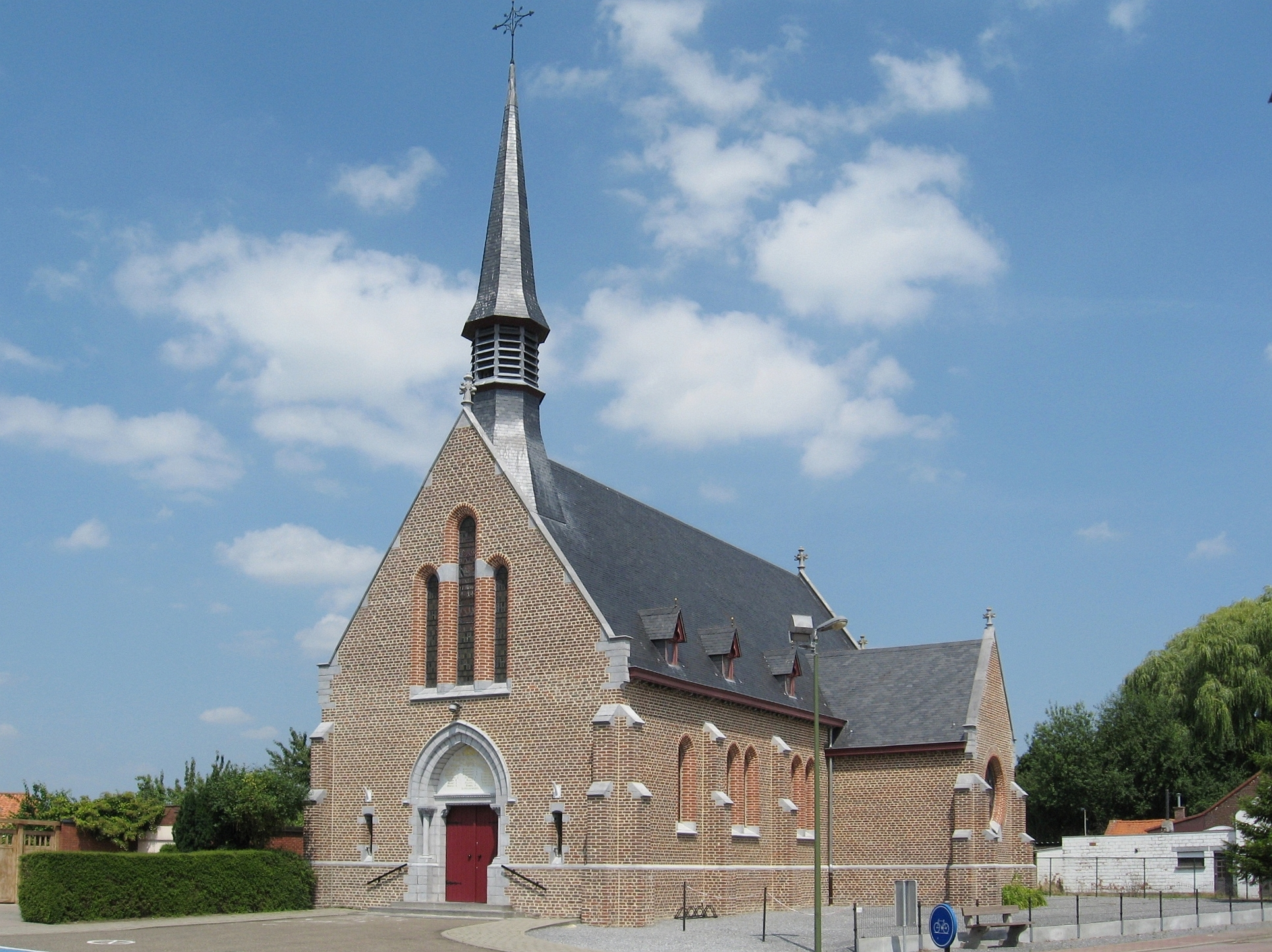
Onze-Lieve-Vrouwkerk in Grazen (Geetbets) (1896).

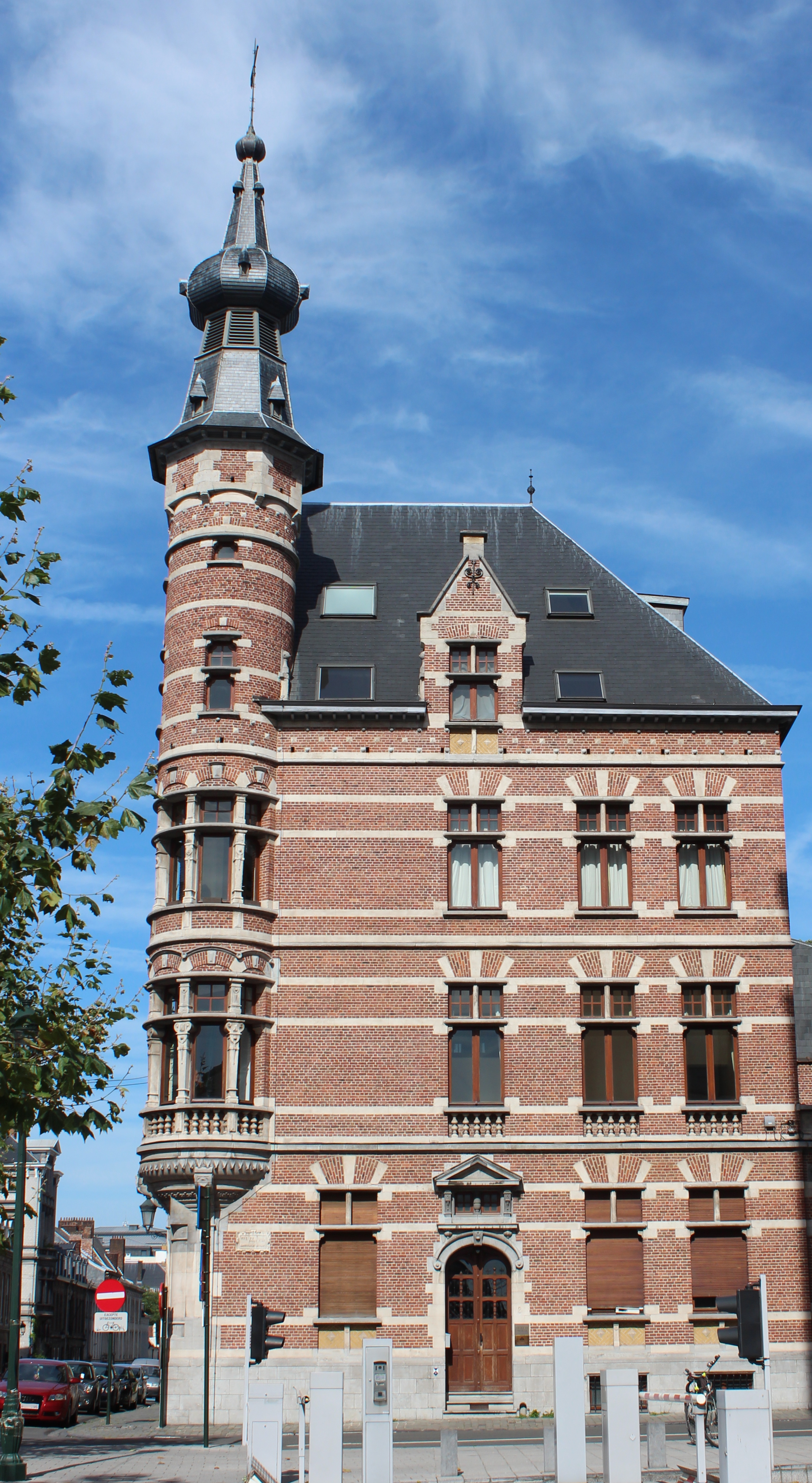
Grotehertstraat 2-4, Brussel (1901).

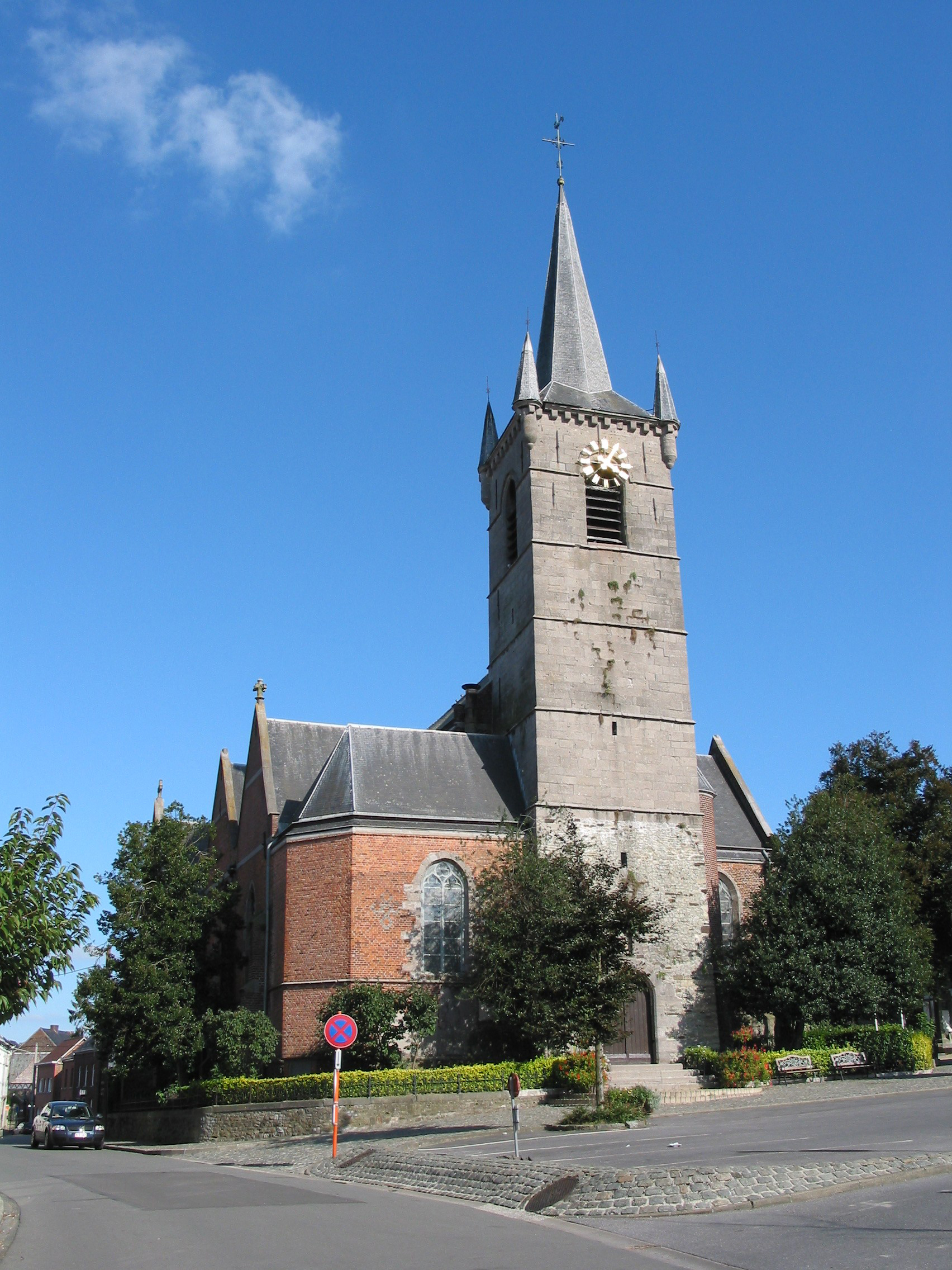
Sint-Lucaskerk te Vloesberg (restauratie van 1897 tot 1898).

Jules Barbier genoot zijn opleiding in het atelier van architect Jules Jacques Van Ysendyck met wie hij -van 1884 tot 1887- samenwerkte voor de bouw van het gemeentehuis van Schaarbeek.
Gedurende die episode vergaarde hij een actieve kennis van de Vlaamse neorenaissancestijl waarvan Jules Van Ysendyck (samen met Charles-Émile Janlet) een der voornaamste vertegenwoordigers was.
Door zijn aandeel in de Wereldtentoonstelling van 1910 leverde Barbier een overtuigend bewijs van zijn verworven kennis. 
Hij ontwierp verscheidene huizen in art-nouveau-stijl, en in het samenspel van de bouwelementen, de puntige torentjes, de terrassen en de hoekige daken ontwaarde men duidelijk de invloed van de neorenaissancestijl.
Jules Barbier was tevens leraar van Albert Callewaert (°1888 - †1957).
Alhoewel Jules Barbier reeds ziek was gedurende de organisatie van de Wereldtentoonstelling in 1910, nam hij toch deel. Tijdens de bouw van de schilderachtige kleine Brusselse woningen, in het zogenaamde dorp Brussel-Kermis overleed hij. Hij maakte dus de afwerking niet mee. Zijn collega Franz Van Ophem voltooide het werk.

## Functies
Jules Barbier was vanaf 1887 werkend lid van de Société Centrale d'Architecture de Belgique.

## Oeuvre
- 1884: Schaarbeek, Colignonplein. Gemeentehuis gebouwd door architect Jules-Jacques Van Ysendyck, met medewerking van Jules Barbier. Bouwkundig erfgoed.
- 1894: Noirchain. Restauratie van de Sint-Aldegondiskerk.
- 1894-1910: Zoutleeuw, Grote Markt. Restauratie van de Lakenhalle en het stadhuis.
- Vermoedelijk 1896: Grazen (Geetbets). Bouw van de Onze-Lieve-Vrouwekerk.
- 1897-1898: Vloesberg. Restauratie van de Sint-Lucaskerk.
- 1898: Etterbeek, Tervurenlaan 28. Villa met gevel in natuursteen. Halfopenbebouwing. Gelijkvloers en twee verdiepingen. Naderhand, in 1924 verbouwd. Bouwkundig erfgoed.
- 1899: Sint-Gillis, Morisstraat 37. Burgerhuis in eclectische stijl met Art-nouveau-invloeden. Kelderverdieping, verhoogde gelijkvloerse verdieping en twee bouwlagen. Dakvensters.
- 1900: Brussel, Grotehertstraat 6. Huis met kelderverdieping, gelijkvloers en twee verdiepingen. Centrale inkomdeur onder korfboog. Voorheen Galerie J & A Leroy Frères. Bouwkundig erfgoed.
- 1900: Mechelen (wijk: Battel), Wolverbosstraat. Uitbreiding van het priesterkoor der Sint-Jozefskerk.
- 1900: Etterbeek, IJzerlaan 6. Herenhuis in eclectische stijl met Art-nouveau-elementen. Drie bouwlagen. Bouwkundig erfgoed.
- Einde van de 19-de eeuw: Meise, Brusselsesteenweg. Sint-Martinuskerk. Restauratie en herstelling.
- 1901: Brussel, Antoine Dansaertstraat 129, hoek met de Papenvest. In samenwerking met beeldhouwer Charles Samuel: monument voor minister Pierre Van Humbeeck.
- 1901: Brussel, Grotehertstraat 2 & 4. Hoek met de Wolstraat. Neogotisch dubbelhuis met hoektorentje. Gelijkvloers en drie verdiepingen. Dakvensters. Bouwkundig erfgoed.
- 1902: Schaarbeek, Colignonplein 12. Hoek met de Verwéestraat. In samenwerking met beeldhouwer Charles Van der Stappen: monument voor schilder Alfred Verwee.
- 1902: Brussel, Stevinstraat 97. Woning in eclectische stijl met Art-nouveau-elementen. Oorspronkelijk: gelijkvloerse verdieping en drie bouwlagen. Naderhand, in 1951 verbouwd.
- 1902: Meise, Brusselsesteenweg 44. Restauratie van de pastorie der Sint-Martinusparochie.
- 1905: Schaarbeek, Colignonplein. Herstel van het gemeentehuis.
- 1905: Brussel, Archimedesstraat 34. Woning in eclectische stijl. Gelijkvloerse verdieping met drie verdiepingen en dakvensters gescheiden door zuiltjes.
- 1905: Oostmalle, Dorpsplaats. Gemeentehuis in neorenaissancestijl. Bouwkundig erfgoed.
- 1905: Schaarbeek, de Jamblinne de Meuxplein 7, 8, 9. Constructie van een veranda aan de achtergevel en een werkplaats aan de voorgevel, van een in 1883 gebouwd huis, thans Carolus Magnus-school.
- 1907: Etterbeek, IJzerlaan 5. Woning in Art-nouveau-stijl. Gelijkvloerse verdieping en drie bouwlagen. Bouwkundig erfgoed.
- 1907: Sint-Martens-Lennik. Restauratie van de Sint-Martinuskerk.
- 1910: Wereldtentoonstelling te Brussel. Dorpje: Brussel-Kermis.